# Siodlarka stepowa
Siodlarka stepowa (Ephippiger ephippiger) – gatunek ciepłolubnego, kserotermicznego owada prostoskrzydłego z rodziny pasikonikowatych (Tettigoniidae). Długość jego ciała sięga 30 mm. W Polsce jest gatunkiem rzadkim, ograniczonym do obszarów wyżynnych. Wyspowo występuje w siedliskach kserotermicznych. Zagrożony wyginięciem. Na Czerwonej Liście Zwierząt Ginących i Zagrożonych w Polsce klasyfikowany jest w kategorii VU (narażony).
Występuje w Europie, zwłaszcza w jej południowej części – od Pirenejów po Bałkany. Jego zachodnio- i południowoeuropejskie populacje, zwłaszcza w południowej Francji, wykazują duże zróżnicowanie morfologiczne i behawioralne. Wyróżniono kilka (od 2 do 7, w zależności od autora) podgatunków. Na podstawie badań morfologicznych proponowane jest uznanie 3 z nich:
- E. e. ephippiger – podgatunek nominatywny występujący na wschód od Alp,
- E. e. witium – występujący w Europie Zachodniej,
- E. e. cunii – występujący w Pirenejach.

Pochodzenie poszczególnych form nie jest jasne. W obrębie gatunku stwierdzono dużą różnorodność sygnałów godowych, przy czym ich zróżnicowanie nie idzie w parze z różnicami genetycznymi badanych form.